# Christoph Busse (Jazzmusiker)
Christoph Busse (* 1963 in Rendsburg) ist ein deutscher Jazzmusiker (Piano, Komposition).

## Leben und Wirken
Busse erhielt mit 7 Jahren klassischen Klavierunterricht. Als er etwa 15 Jahre alt war, entdeckte er den Jazz durch Schallplatten von Erroll Garner und Art Tatum; daraufhin nahm er Jazzpiano-Unterricht bei Otto Wolters. Nach seinem Zivildienst studierte er zunächst an der Hochschule für Musik und darstellende Kunst Graz, um von 1990 bis zum Diplom 1994 sein Studium am Hilversums Conservatorium bei Henk Elkerbout, Rob Madna und Frans van Dalen weiterzuführen.
Busse war ein Jahr lang Mitglied von Gunter Hampels Band Next Generation (gleichnamiges Album 1995). Dort lernte er Christian Weidner, Fritz Feger (Bass) und Michael Verhovec (Schlagzeug) kennen. Diese bildeten 1977 zusammen mit ihm und Trompeter Jürgen Hahn das Christoph Busse Quintett (Mosquito, 1999). 1998 gründete der Pianist sein eigenes Trio, mit dem er drei Alben veröffentlichte und 2005 auf dem Baku-Festival in Aserbeidschan konzertierte. Daneben spielte er auch als Keyboarder bei Funk Alert und im Inna Vysotska Sextett.
Seit 2013 spielt Busse in seinem eigenen Quartett, mit dem er auch zwei Alben aufnahm. Weiterhin gehört er zu Hossam Shakers Rahalla, mit der das Album Traveller (2016) erschien und er auch in Ägypten auftrat. 

## Diskographische Hinweise
- Christoph Busse Trio: Awakening (Laika 2009, mit Thomas Hempel und Sebastian Hoffmann)
- Christoph Busse Quartet: The Little Blue (Laika 2013, mit Omar Rodriguez Calvo, Néne Vásquez und Stephan Emig)
- Christoph Busse Quartett: The Velvet Gentleman: Satie (Laika 2018, mit Omar Rodriguez Calvo, Néne Vásquez und Ray Kaczynski)